# Robert Campbell of Glenlyon

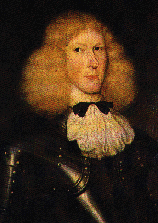
Robert Campbell of Glenlyon

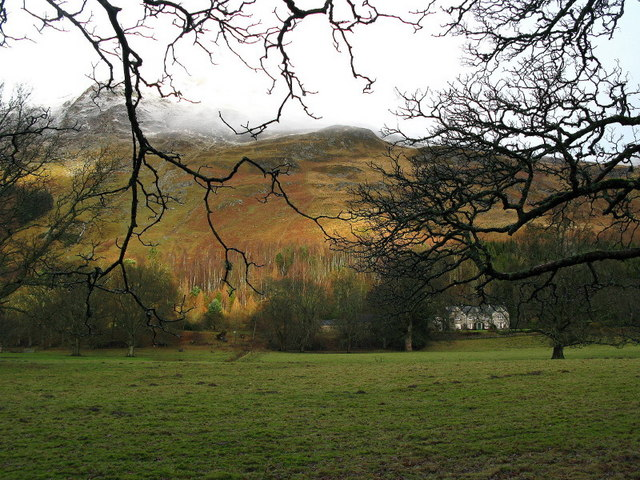
Chesthill, Glen Lyon, letzter Besitz von Robert Campbell

Robert Campbell, 5. Laird of Glenlyon (* 1630; † 2. August 1696 in Brügge), war ein schottischer Adliger und Militär. Bekannt wurde er als kommandierender Offizier der Regierungstruppen, die 1692 das Massaker von Glencoe verübten.

## Leben
Robert Campbell wurde 1630 als Sohn von Archibald Campbell, 4. Laird of Glenlyon, und Angehörigen des Clans Campbell, in Glen Lyon geboren. Von seinem Vater erbte er Meggernie Castle in Glen Lyon, das er mit großem Aufwand ausbaute und erweiterte. 1663 heiratete er Helen Lindsay. Das Paar hatte drei Söhne und vier Töchter. Der aufwändige Ausbau sowie Trunk- und Spielsucht führten dazu, dass Campbell sich allmählich tief verschuldete. 1684 musste er fast seinen ganzen Besitz an den Earl of Tullibardine verkaufen, lediglich der kleinere Besitz Chesthill am Talausgang von Glen Lyon verblieb ihm noch. 1689 wurde dieser Besitz von den jakobitischen MacIains of Glencoe, Verwandten des Clan MacDonald of Glencoe, der mit den Campbells seit langem verfeindet war, nach der Schlacht von Dunkeld geplündert. Im gleichen Jahr verpflichtete er sich aus Geldmangel im fortgeschrittenen Alter von 59 Jahren als Offizier im Earl of Argyll's Regiment of Foot und erhielt den Rang eines Captains. 
Nach der Glorious Revolution rebellierten viele schottische Hochlandclans gegen die neue Regierung von König William III. (in Schottland William II.) und Königin Mary II., wurden aber mehrfach militärisch besiegt. Im August 1691 bot der König schließlich den Clanchefs eine Amnestie an, wenn sie ihm bis Ende des Jahres die Treue schworen. Alastair MacDonald of Glencoe versäumte diese Frist, worauf die Regierung beschloss, an ihm ein Exempel zu statuieren. Captain Campbell, der seit Ende Januar 1692 mit etwa 120 Soldaten seines Regiments bei den MacDonalds in Glencoe einquartiert war, erhielt am 12. Februar den Befehl überbracht, alle MacDonalds zu töten. Er führte diesen Befehl im Massaker von Glencoe aus. 38 Männer, darunter auch Alastair Mac Donald, wurden von den Soldaten umgebracht, etwa die gleiche Anzahl an MacDonalds kam auf der Flucht im Schneesturm ums Leben.
Das Massaker führte zu großer öffentlicher Empörung und John Dalrymple, 1. Earl of Stair, der Secretary of State für Schottland, musste zurücktreten. Robert Campbell wurde mit seinem Regiment 1695 im Pfälzischen Erbfolgekrieg eingesetzt und kämpfte in den spanischen Niederlanden. Das Regiment wurde allerdings von den Franzosen bei Diksmuide gefangen genommen. Campbell entging damit einer juristischen Verfolgung. Schon seine Versetzung nach Flandern erfolgt wenige Tage, nachdem das Schottische Parlament eine Kommission zur Untersuchung des Massakers eingesetzt hatte. Der nach Abschluss der Untersuchung durch die Kommission erteilte Befehl, ihn zurück nach Schottland zu bringen, erreichte ihn wahrscheinlich nicht mehr. Robert Campbell starb am 2. August 1696 in Brügge, angeblich als Alkoholiker in der Gosse. Ein Teil seiner Nachkommen sah schließlich den „Fluch von Glencoe“ auf der Familie liegen. Keiner seiner Enkel heiratete und die Familie starb mit dem Tod seines letzten Enkels Ende des 18. Jahrhunderts aus. Der Familienbesitz, den Campbells Sohn Iain allmählich wieder zurückgewonnen hatte, fiel an entfernte Verwandte, deren Nachkommen ihn 1885 an Donald Currie verkauften.